# Farid Abrão David
Farid Abrão David (Nilópolis, 3 de abril de 1944 - Río de Janeiro, 11 de diciembre de 2020) fue un político brasileño de ascendencia libanesa, actuante en el municipio donde nació, y más recientemente, en la ciudad vecina, Mesquita. También es conocido por ser dirigente de Carnaval, en la escuela de samba Beija-Flor, una de las más reconocidas y premiadas escuelas de samba de Brasil.

## Biografía
Farid fue alcalde de Nilópolis, elegido en octubre de 2016 con 60,10% de los votos (60.595 votos), fue diputado provincial por diversas veces, por el PDS, PFL y PP. Entre 2001 a 2008 fue alcalde de Nilópolis. Fue presidente de la Beija-Flor de Nilópolis por 18 años, obteniendo diversos títulos para agremiação a haciendo conocida en el mundo entero. Cambió su domicilio electoral en 2012, y concursó al ayuntamiento de Mesquita, quedando en segundo lugar con 24,98% de los votos (24.466 votos).
En 2013, retornó a la presidencia de la Beija-Flor, después de renuncia del antecesor Nelsinho Abraão.
En 2014, fue elegido Diputado Provincial por el PTB con 38.342 votos, siendo el candidato más votado en Nilópolis.
En las Elecciones Municipales de 2016 fue elegido nuevamente a alcalde de Nilópolis por el PTB con 60,10% votos válidos, siendo su tercer mandato después de 8 años alejado del ayuntamiento, siendo que su sobrino Sérgio Sessim fue alcalde entre 2009 a 2013. Su mandato comenzó oficialmente en 1 de enero de 2017 y terminó hasta su fallecimiento.

## Vida personal
Era hermano del patrono de la Beija-Flor de Nilópolis Aniz Abraão David, primo de Simão Sessim y tío de Abraãozinho David. Su hijo Ricardo Abrão fue diputado provincial.
Falleció en Río de Janeiro, el día 11 de diciembre de 2020, a los setenta y seis años. Farid estaba ingresado en el Hospital Copa D'Or con COVID-19. Con su muerte aún en mandato como alcalde, fue sucedido por su esposa, Jane Louise David, hasta la posesión del alcalde electo para el mandato siguiente, su sobrino, Abraãozinho David.